# درساو
درساو (به آلمانی: Dersau) یک شهر در آلمان است که در Plön (District) واقع شده‌است. درساو ۹۰۴ نفر جمعیت دارد.